# أقاليم اليمن

حدود أقاليم اليمن

أقاليم اليمن الفدرالية هو مشروع من مخرجات مؤتمر الحوار الوطني اليمني يهدف إلى تقسيم اليمن إدارياً إلى ستة أقاليم، ولكل إقليم حكومة وبرلمان، وذلك بدلاً عن نظام الحكم المركزي، الوحدة الإدارية ضمن التقسيم الإداري للجمهورية اليمنية، حيث كان متوقع إقرار أقاليم اليمن في الدستور الجديد أواخر 2014. حيث كان من المفترض أن يتمتع كل إقليم بحكومة وبرلمان خاص به لإدارة شؤونه المختلفة، بحيث تتولى الحكومة الإتحادية إدارة الشؤون الخارجية للبلاد والدفاع.
وتم إقرار التقسيم الإقليمي لليمن في مؤتمر الحوار الوطني اليمني، الذي شاركت فيه جميع الأطراف اليمنية السياسية وغير السياسية، وبعد التوقيع على مخرجات الحوار، رفض حزب المؤتمر الشعبي العام و جماعة الحوثيين هذا التقسيم، وقاموا بانقلاب ودخلت البلاد في حرب أهلية. 

## الأقاليم
| م                                                        | الإقليم                                                  | م                                                        | الولايات                                                 | المساحة كم2 |
| -------------------------------------------------------- | -------------------------------------------------------- | -------------------------------------------------------- | -------------------------------------------------------- | ----------- |
| 1                                                        | قضاء آزال                                                | 1                                                        | محافظة صنعاء                                             | 38,749      |
| 1                                                        | قضاء آزال                                                | 2                                                        | محافظة عمران                                             | 38,749      |
| 1                                                        | قضاء آزال                                                | 3                                                        | محافظة المحويت                                           | 38,749      |
| 1                                                        | قضاء آزال                                                | 4                                                        | محافظة صعدة                                              | 38,749      |
| 2                                                        | إقليم الجند                                              | 5                                                        | محافظة تعز                                               | 15,560      |
| 2                                                        | إقليم الجند                                              | 6                                                        | محافظة إب محافظة ذمار                                    | 15,560      |
| 3                                                        | إقليم تهامة                                              | 7                                                        | محافظة الحديدة                                           | 29,615      |
| 3                                                        | إقليم تهامة                                              | 8                                                        | محافظة ريمة                                              | 29,615      |
| 3                                                        | إقليم تهامة                                              | 9                                                        | مديرية وصاب السفلى                                       | 29,615      |
| 3                                                        | إقليم تهامة                                              | 10                                                       | محافظة حجة                                               | 29,615      |
| 4                                                        | إقليم حضرموت                                             | 11                                                       | محافظة حضرموت                                            | 359,944     |
| 4                                                        | إقليم حضرموت                                             | 12                                                       | محافظة أرخبيل سقطرى                                      | 359,944     |
| 4                                                        | إقليم حضرموت                                             | 13                                                       | محافظة شبوة                                              | 359,944     |
| 4                                                        | إقليم حضرموت                                             | 14                                                       | محافظة المهرة                                            | 359,944     |
| 5                                                        | إقليم سبأ                                                | 15                                                       | محافظة مأرب                                              | 66,214      |
| 5                                                        | إقليم سبأ                                                | 16                                                       | محافظة البيضاء                                           | 66,214      |
| 5                                                        | إقليم سبأ                                                | 17                                                       | محافظة الجوف                                             | 66,214      |
| 6                                                        | إقليم عدن                                                | 18                                                       | محافظة عدن                                               | 34,440      |
| 6                                                        | إقليم عدن                                                | 19                                                       | محافظة أبين                                              | 34,440      |
| 6                                                        | إقليم عدن                                                | 20                                                       | محافظة لحج                                               | 34,440      |
| 6                                                        | إقليم عدن                                                | 21                                                       | محافظة الضالع                                            | 34,440      |
| * العاصمة صنعاء مدينة اتحادية غير خاضعة لأي سلطة أقليمية | * العاصمة صنعاء مدينة اتحادية غير خاضعة لأي سلطة أقليمية | * العاصمة صنعاء مدينة اتحادية غير خاضعة لأي سلطة أقليمية | * العاصمة صنعاء مدينة اتحادية غير خاضعة لأي سلطة أقليمية | 390         |
| الإجمالي                                                 | الإجمالي                                                 | الإجمالي                                                 | الإجمالي                                                 | 544,912     |